# Manólis Glézos
Emmanouíl Glézos (en grec moderne : Εμμανουήλ Γλέζος) dit Manólis (Μανώλης), né le 9 septembre 1922 dans le village d'Apiranthos sur l'île de Naxos (royaume de Grèce) et mort le 30 mars 2020 à Athènes (Grèce), est un homme politique et écrivain grec, communiste au KKE à partir de 1941, puis à partir de 1950 à la gauche socialiste démocratique EDA, député du PASOK puis de SYRIZA.
Il est principalement connu pour sa participation à la résistance contre l'occupation allemande de la Grèce pendant la Seconde Guerre mondiale.

## Biographie

### Seconde Guerre mondiale
En 1939, alors qu'il est encore lycéen, Manólis Glézos participe à la création d'un groupe anti-fasciste luttant contre l'occupation du Dodécanèse par l'Italie et contre la dictature de Ioánnis Metaxás. Lors de l'invasion de la Grèce par l'Italie, il décide de s'engager dans l'armée pour être envoyé sur le front albanais, mais sa demande est rejetée en raison de son âge. Pendant l'occupation de la Grèce par l'Allemagne nazie, il travaille pour la Croix Rouge et la municipalité d'Athènes, et s'engage dans la résistance.

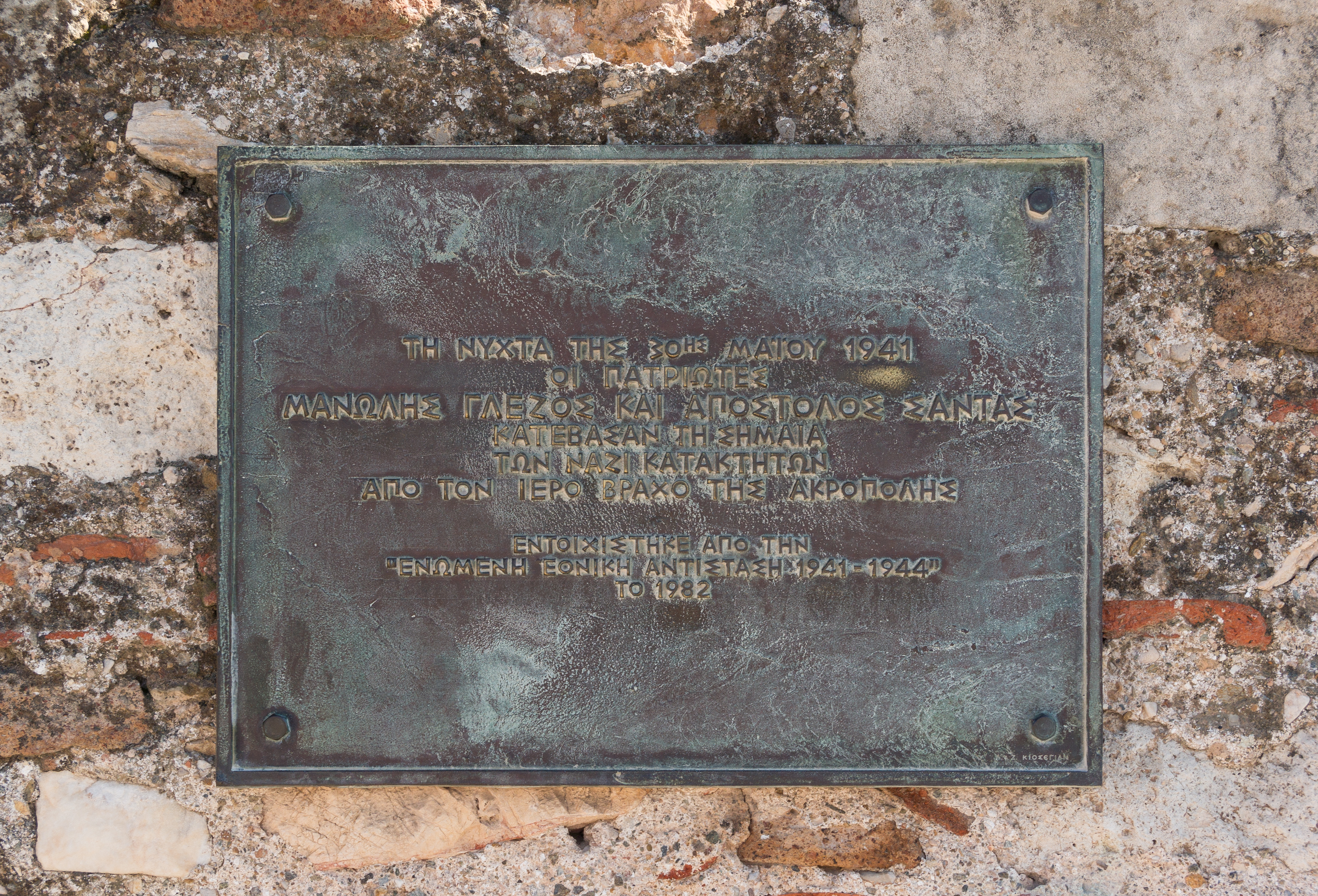
Plaque sur l’Acropole commémorant l’exploit de Glézos et Santas

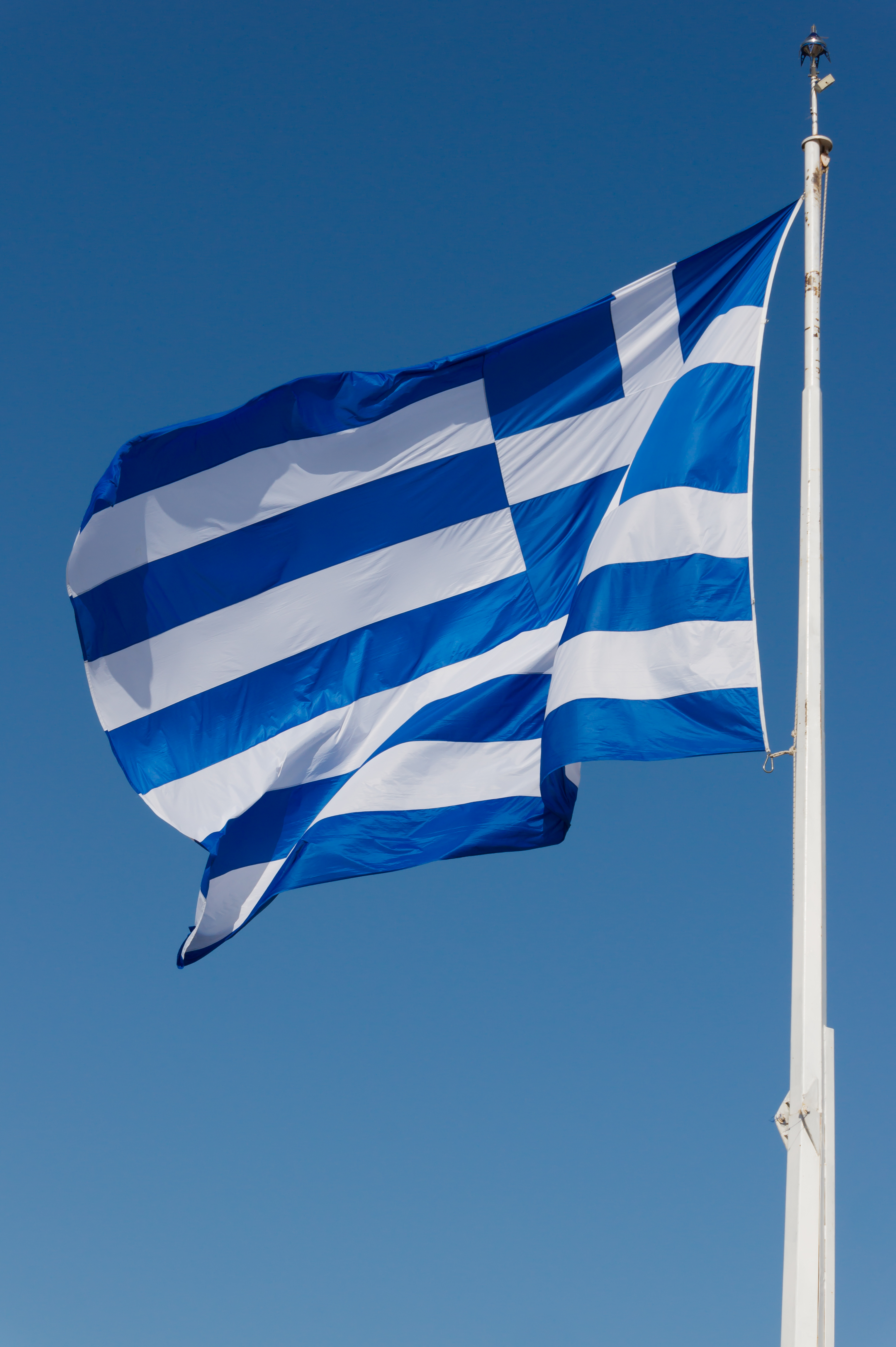
Au sommet de l’Acropole d’Athènes, l’actuel drapeau grec.

Le 30 mai 1941, il monte au sommet de l'Acropole d'Athènes en compagnie d'Apóstolos Sántas et dérobe le drapeau nazi qui flottait sur la ville depuis le 27 avril 1941, date de l'entrée des troupes allemandes dans Athènes. Ce geste fut le premier acte de résistance en Grèce,. Le général de Gaulle le qualifiera même de « premier résistant ». Manólis Glézos et Apostolos Santas furent condamnés à mort par contumace par les nazis. Le 24 mars 1942, il est arrêté par les Allemands et torturé. Il est de nouveau arrêté par les Italiens le 21 avril 1943 et emprisonné pendant trois mois. Le 7 février 1944, il est de nouveau arrêté par des Grecs collaborateurs et passe sept mois et demi en prison avant de s'évader le 21 septembre de la même année.

### Guerre civile et dictature des colonels
La fin de la Seconde Guerre mondiale ne met pas fin aux ennuis de Manólis Glézos. Le 3 mars 1948, en pleine guerre civile grecque, il est jugé pour ses convictions politiques communistes et condamné à mort à plusieurs reprises par le gouvernement de droite. Mais ces peines capitales ne sont pas appliquées en raison des réactions à l'étranger et finalement réduites à une condamnation à perpétuité en 1950. Encore en prison, Manólis Glézos est élu membre au Parlement grec en 1951 comme candidat de la Gauche démocratique unie (EDA). Après son élection, il fait une grève de la faim pour obtenir la libération des autres députés d'EDA qui sont en prison ou exilés dans les îles. Il met fin à sa grève de la faim lorsque les sept députés sont libérés. Il est lui-même relâché le 16 juillet 1954.
Le 5 décembre 1958, Glézos est de nouveau arrêté et condamné cette fois pour espionnage, un prétexte courant pour persécuter les militants de gauche pendant la Guerre froide. Les protestations et réactions en Grèce et à l'étranger — dont le Prix Lénine pour la paix — aboutissent à sa libération le 15 décembre 1962. Au cours de son deuxième emprisonnement pour raisons politiques après la guerre, il est réélu député d'EDA en 1961. Lors du coup d'État du 21 avril 1967, Glézos est arrêté à 2 heures du matin, avec les autres dirigeants politiques grecs. De 1967 à 1974, sous la dictature des colonels dirigée par Geórgios Papadópoulos, il subit quatre années d'emprisonnement et d'exil jusqu'à sa libération en 1971.
Au total, pendant la Seconde Guerre mondiale, la guerre civile grecque et le régime des colonels, Manólis Glézos passa 11 ans et quatre mois en prison et 4 ans et 6 mois en exil.

### Retour de la démocratie
Après la restauration de la démocratie en Grèce, en 1974, Manólis Glézos participe à la relance de l'EDA. Lors des élections législatives de 1981 et de 1985, il est élu député sur les listes du PASOK. En 1984, il devient député au Parlement européen, à nouveau sur une liste PASOK. Il est président de l'EDA de 1985 à 1989. Entre-temps, en 1986, il se retire du Parlement, afin de tenter une expérience de démocratie à l'échelon local, dans la commune d'Apirathos. Il est élu président du conseil municipal en 1986. Ensuite, il abolit les privilèges du conseil, introduit une « constitution » et met en place une assemblée locale qui a le contrôle total sur l'administration de la commune. Ce modèle fonctionne pendant plusieurs années, mais l'intérêt de la population diminue et l'assemblée est abandonnée. Glezos en reste le président jusqu'en 1989. Aux élections législatives de 2000, il conduit la liste de Synaspismos (en français : Coalition), un parti de la gauche radicale. En 2002, il forme le groupe « Citoyens actifs », partie de la Coalition de la gauche radicale, une alliance avec le Synaspismos et d'autres petits partis de la gauche grecque, et présente sa candidature pour être préfet de l'Attique.
Le 5 mars 2010, lors d'une manifestation contre le plan de rigueur destiné à réduire la dette de la Grèce, Manólis Glézos est victime de tir de gaz lacrymogènes en présence de nombreux photographes. Il doit être soigné à l'hôpital sans que ses jours soient en danger. Cet évènement a lieu lors d'affrontements avec la police qui se déroulent pendant la manifestation. Il est relaté à de nombreuses reprises par les manifestants qui ont mis en avant la figure historique de Manólis Glézos comme symbole de la répression et de l'injustice policière.
Le 12 février 2012, lors d'une manifestation de plus de 80 000 personnes sur la place Syntagma, devant le Parlement, pour protester contre l'adoption du plan d'austérité imposé par l'Union européenne, il tente avec le compositeur Míkis Theodorákis de pénétrer dans le Parlement, mais en est empêché par la police. Theodorakis et lui réussissent finalement à entrer au titre de leur statut d'anciens députés et assistent au vote.
Candidat aux élections législatives grecques de juin 2012 avec la SYRIZA, il déclare que la Grèce doit annuler l'accord créancier avec l'Union Européenne et le Fonds Monétaire International[réf. nécessaire].
Lors des élections européennes de 2014 il est élu avec plus de 440 000 voix de préférence, un record pour SYRIZA, au Parlement européen, où il siège au sein de la GUE/NGL.
Le 22 février 2015, le leader de SYRIZA et Premier ministre, Aléxis Tsípras, annonce les réformes incluses dans l'accord passé entre son gouvernement Tsípras I et l'Eurogroupe, en vue du dernier versement du plan d'aide à la Grèce. Glézos a alors publié un communiqué sous forme d'excuses pour avoir « soutenu l’illusion que cela serait réellement fait », dénonçant ainsi le fait que les réformes annoncées ne correspondent pas au programme du parti lors des élections, et appelant par la même occasion les membres et sympathisants du parti à l'insurrection contre cet accord. À la fin de l'été, Manólis Glézos rallie Unité populaire (une scission de parti SYRIZA) en vue des législatives du 20 septembre 2015.
Le 17 mars 2020, il est hospitalisé pour des problèmes gastriques. Il meurt le 30 mars 2020.

## Publications
En grec :
- Η ιστορία του βιβλίου (1974)
- Από τη δικτατορία στη δημοκρατία (1974)
- Το φαινόμενο της αλλοτρίωσης στη γλώσσα (1977)
- Βίγλα Μνήμης 1981
- Η συνείδηση της πετραίας γης (1997)
- Μαύρη Βίβλος της Κατοχής 1999
- Ύδωρ, Αύρα, Νερό 2001
- Ο άνθρωπος και η φύση 2002
- Το 2006 εκδόθηκε και κυκλοφόρησε το δίτομο έργο του «Εθνική Αντίσταση 1940-1945» στην παρουσίαση του οποίου παρευρέθηκαν τόσο ο Πρόεδρος της Δημοκρατίας όσο και ο Πρωθυπουργός της χώρας (2006)
- «Και ένα Μάρκο να ήταν...Οι οφειλές της Γερμανίας στην Ελλάδα» Νοέμβριος 2012
- «Νέκυιαι Ωδαί» Ιούνιος 2013
- «Έξοδος» Δεκέμβρης 2013
- «Αντισταθείτε» στα Ισπανικά: «RESITID - Un manifesto contra la sumision» Οκτώβρης 2015
- "Στα Κυκλαδονήσια η αίσθηση στο φως στιχουργεί" Απρίλης 2016
- "Αντιτασθείτε" στα Ελληνικά με πρόλογο 2017 (Μάρτης 17)
- "ΑΚΡΩΝΥΜΙΑ" Ιούνης 2017 από τις εκδόσεις της Βουλής των Ελλήνων (παρουσία πρωθυπουργού Α.Τσίπρα και προέδρου της Βουλής Ν.Βούτση)

## Au cinéma
Dans le film Z de Costa-Gavras, il est incarné par Charles Denner.